# Abdulmalek Al-Khaibri
Abdulmalek Abdullah Al-Khaibri (en árabe: عبدالملك عبدالله الخيبري; Riad, Arabia Saudita, 13 de marzo de 1986) es un exfutbolista saudí que jugaba como centrocampista defensivo.

## Selección nacional
Fue internacional con la selección de Arabia Saudita en 35 ocasiones.
El 4 de junio de 2018, el entrenador Juan Antonio Pizzi lo incluyó en la lista de veintitrés jugadores que disputarían la Copa del Mundo de 2018 en Rusia.

### Participaciones en Copas del Mundo
| Mundial                        | Sede  | Resultado      | Partidos | Goles |
| ------------------------------ | ----- | -------------- | -------- | ----- |
| Copa Mundial de Fútbol de 2018 | Rusia | Fase de grupos | 0        | 0     |

## Clubes
| Club         | País           | Año       |
| ------------ | -------------- | --------- |
| Al-Qadisiyah | Arabia Saudita | 2007-2008 |
| Al-Shabab    | Arabia Saudita | 2008-2016 |
| Al-Hilal     | Arabia Saudita | 2016-2019 |
| Al-Shabab    | Arabia Saudita | 2019-2021 |
| Al-Riyadh    | Arabia Saudita | 2021-2022 |

## Palmarés

### Campeonatos nacionales
| Título                            | Club      | País           | Año  |
| --------------------------------- | --------- | -------------- | ---- |
| Copa Federación de Arabia Saudita | Al-Shabab | Arabia Saudita | 2009 |
| Copa del Rey de Campeones         | Al-Shabab | Arabia Saudita | 2009 |
| Copa Federación de Arabia Saudita | Al-Shabab | Arabia Saudita | 2010 |
| Liga Profesional Saudí            | Al-Shabab | Arabia Saudita | 2012 |
| Copa del Rey de Campeones         | Al-Shabab | Arabia Saudita | 2014 |
| Supercopa de Arabia Saudita       | Al-Shabab | Arabia Saudita | 2014 |
| Liga Profesional Saudí            | Al-Hilal  | Arabia Saudita | 2017 |
| Copa del Rey de Campeones         | Al-Hilal  | Arabia Saudita | 2017 |
| Liga Profesional Saudí            | Al-Hilal  | Arabia Saudita | 2018 |
| Supercopa de Arabia Saudita       | Al-Hilal  | Arabia Saudita | 2018 |